# 1968-as Formula–1 mexikói nagydíj
Az 1968-as Formula–1 világbajnokság tizenkettedik, egyben szezonzáró futama a mexikói nagydíj volt.

## Futam
A mexikói Nagydíj évadzáró verseny előtt Graham Hill három ponttal vezetett Stewart, hattal Hulme előtt.
Az első helyről a Rob Walker Lotusszal Jo Siffert indult, Chris Amon előtt. A címre esélyesek közül Hill a 3., Hulme a 4., Stewart a 7. helyről rajtolt.
Hill és Stewart hamar az első két helyen küzdött egymással. Surtees, Amon és a visszatérő Ickx hamar feladni kényszerült a futamot. Hulme 10 kör után esett ki hátsó felfüggesztési hibával, ezzel elveszítette esélyét a bajnoki címre. Siffert a 22. körben a Hill-Stewart kettős elé került, de a vezető helyről technikai probléma miatt boxkiállásra kényszerült. Az élre ismét a címért harcolók kerültek, de Stewart üzemanyag-ellátási probléma miatt gyorsan esett hátra a mezőnyben. A skótot az 51. körben McLaren és Brabham (aki később motorhibával kiállt) előzte meg, végül a 7. helyen rangsorolták. Johnny Servoz-Gavin kiesésének köszönhetően Jackie Oliver lett a harmadik a futamot és egyben a világbajnokságot megnyerő Graham Hill és Bruce McLaren mögött.
A konstruktőri versenyt a Lotus-Ford nyerte a McLaren-Ford és a Matra-Ford előtt.
| Helyezés | #  | Versenyző            | Csapat/Motor  | Futott körök | Idő/Kiesés oka | Rajthely | Pontszám |
| -------- | -- | -------------------- | ------------- | ------------ | -------------- | -------- | -------- |
| 1        | 10 | Graham Hill          | Lotus-Ford    | 65           | 1:56:43,95     | 3        | 9        |
| 2        | 2  | Bruce McLaren        | McLaren-Ford  | 65           | + 1:19,32      | 9        | 6        |
| 3        | 11 | Jackie Oliver        | Lotus-Ford    | 65           | + 1:40,65      | 14       | 4        |
| 4        | 8  | Pedro Rodríguez      | BRM           | 65           | + 1:41,09      | 12       | 3        |
| 5        | 17 | Jo Bonnier           | Honda         | 64           | + 1 kör        | 18       | 2        |
| 6        | 16 | Jo Siffert           | Lotus-Ford    | 64           | + 1 kör        | 1        | 1        |
| 7        | 15 | Jackie Stewart       | Matra-Ford    | 64           | + 1 kör        | 7        |          |
| 8        | 18 | Vic Elford           | Cooper-BRM    | 63           | + 2 kör        | 17       |          |
| 9        | 9  | Henri Pescarolo      | Matra         | 62           | + 3 kör        | 20       |          |
| 10       | 3  | Jack Brabham         | Brabham-Repco | 59           | Olajnyomás     | 8        |          |
| Kiesett  | 23 | Johnny Servoz-Gavin  | Matra-Ford    | 57           | Gyújtás        | 16       |          |
| Kiesett  | 14 | Dan Gurney           | McLaren-Ford  | 28           | Felfüggesztés  | 5        |          |
| Kiesett  | 22 | Piers Courage        | BRM           | 25           | Motorhiba      | 19       |          |
| Kiesett  | 19 | Lucien Bianchi       | Cooper-BRM    | 21           | Motorhiba      | 21       |          |
| Kiesett  | 5  | John Surtees         | Honda         | 17           | Kormánykerék   | 6        |          |
| Kiesett  | 6  | Chris Amon           | Ferrari       | 16           | Erőátvitel     | 2        |          |
| Kiesett  | 12 | Moises Solana        | Lotus-Ford    | 14           | Szárnytörés    | 11       |          |
| Kiesett  | 1  | Denny Hulme          | McLaren-Ford  | 10           | Felfüggesztés  | 4        |          |
| Kiesett  | 21 | Jean-Pierre Beltoise | Matra         | 10           | Felfüggesztés  | 13       |          |
| Kiesett  | 7  | Jacky Ickx           | Ferrari       | 3            | Gyújtás        | 15       |          |
| Kiesett  | 4  | Jochen Rindt         | Brabham-Repco | 2            | Gyújtás        | 10       |          |

## A világbajnokság végeredménye
| H   | Versenyzők           | Pont | H   | Konstruktőrök | Pont |
| --- | -------------------- | ---- | --- | ------------- | ---- |
| 1.  | Graham Hill          | 48   | 1.  | Lotus-Ford    | 75   |
| 2.  | Jackie Stewart       | 36   | 2.  | McLaren-Ford  | 56   |
| 3.  | Denny Hulme          | 33   | 3.  | Matra-Ford    | 45   |
| 4.  | Jacky Ickx           | 27   | 4.  | Ferrari       | 37   |
| 5.  | Bruce McLaren        | 22   | 5.  | BRM           | 28   |
| 6.  | Pedro Rodríguez      | 18   | 6.  | Cooper-BRM    | 20   |
| 7.  | Jo Siffert           | 12   | 7.  | Honda         | 14   |
| 8.  | John Surtees         | 12   | 8.  | Brabham-Repco | 12   |
| 9.  | Jean-Pierre Beltoise | 11   | 9.  | Matra         | 8    |
| 10. | Chris Amon           | 10   | 10. | McLaren-BRM   | 3    |

(A teljes lista)

## Statisztikák
Vezető helyen:
- Graham Hill: 58 (1-4 / 9-21 / 25-60)
- Jackie Stewart: 4 (5-8)
- Jo Siffert: 3 (22-24)

Graham Hill 13. győzelme, Jo Siffert 1. pole-pozíciója, 3. leggyorsabb köre.
- Lotus 34. győzelme.

Lucien Bianchi utolsó versenye.